# Diócesis de Sora-Cassino-Aquino-Pontecorvo
La diócesis de Sora-Cassino-Aquino-Pontecorvo (en latín: Dioecesis Sorana-Cassinensis-Aquinatensis-Pontiscurvi y en italiano: Diocesi di Sora-Cassino-Aquino-Pontecorvo) es una circunscripción eclesiástica de la Iglesia católica en Italia. Se trata de una diócesis latina, inmediatamente sujeta a la Santa Sede. Desde el 23 de octubre de 2014 su obispo es Gerardo Antonazzo.

## Territorio y organización

Concatedral del Santísimo Salvador, de Nuestra Señora de la Asunción y de San Germán Obispo, en Cassino

La diócesis tiene 2016 km² y extiende su jurisdicción sobre los fieles católicos de rito latino residentes en la parte meridional de la provincia de Frosinone (medio y bajo valle del Liri y valle de Comino), el valle Roveto en la provincia de L'Aquila, es decir en Abruzzo y la parte norte de Campania. En total cubre 52 comunas en la provincia de Frosinone, 7 comunas en la provincia de L'Aquila y 2 comunas en la provincia de Caserta.
Provincia de L'Aquila (región de Abruzos)
Balsorano, Canistro, Civita d'Antino, Civitella Roveto, Morino, Pescocanale (comuna de Capistrello) y San Vincenzo Valle Roveto.
Provincia de Frosinone (región del Lacio)
Acquafondata, Alvito, Aquino, Arce, Arpino, Atina, Belmonte Castello, Broccostella, Campoli Appennino, Casalattico, Casalvieri, Cassino (excepto la abadía de Montecasino), Castelliri, Castelnuovo Parano, Castrocielo, Cervaro, Colfelice, Colle San Magno, Esperia, Fontana Liri, Fontechiari, Gallinaro, Isola del Liri, Pescosolido, Picinisco, Pico, Piedimonte San Germano, Pignataro Interamna, Pontecorvo, Posta Fibreno, Rocca d'Arce, Roccasecca, Sant'Ambrogio sul Garigliano, Sant'Andrea del Garigliano, Sant'Apollinare, San Biagio Saracinisco, San Donato Val di Comino, Sant'Elia Fiumerapido, San Giorgio a Liri, San Giovanni Incarico, San Vittore del Lazio, Santopadre, Settefrati, Sora, Terelle, Vallemaio, Vallerotonda, Vicalvi, Villa Latina, Villa Santa Lucia, Villa Santo Stefano y Viticuso.
Provincia di Caserta (región de Campania)
San Pietro Infine y Rocca d'Evandro.

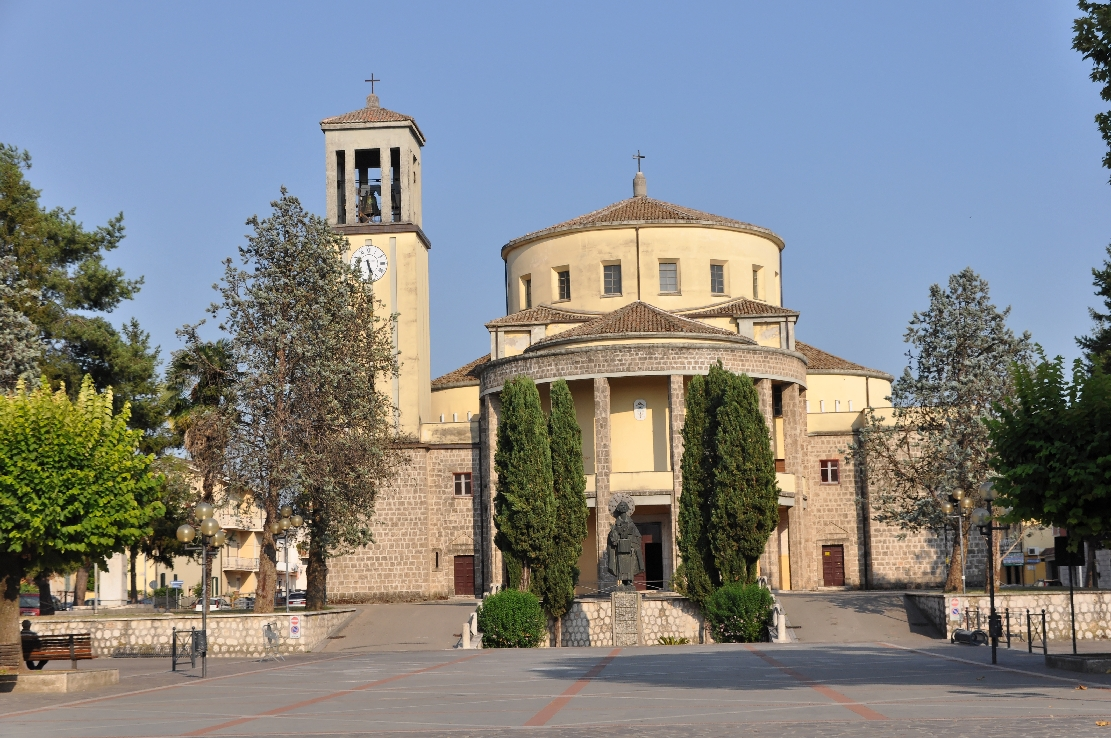
Concatedral basílica de San Constancio y Santo Tomás, en Aquino

La sede de la diócesis se encuentra en la ciudad de Sora, en donde se halla la Catedral de Nuestra Señora de la Asunción. En Cassino se halla la Concatedral del Santísimo Salvador, de Nuestra Señora de la Asunción y de San Germán Obispo; en Aquino la Concatedral basílica de San Constancio y Santo Tomás y en Pontecorvo la Concatedral de San Bartolomé.
En el territorio se encuentran 5 santuarios diocesanos:
- Pontecorvo: Santi Cosma e Damiano
- Settefrati: Maria Santissima di Canneto, basílica menor[2]
- Sora: Madonna della Figura
- Sant'Elia Fiumerapido: Maria Santissima delle Indulgenze
- Cervaro: Maria Santissima de Piternis

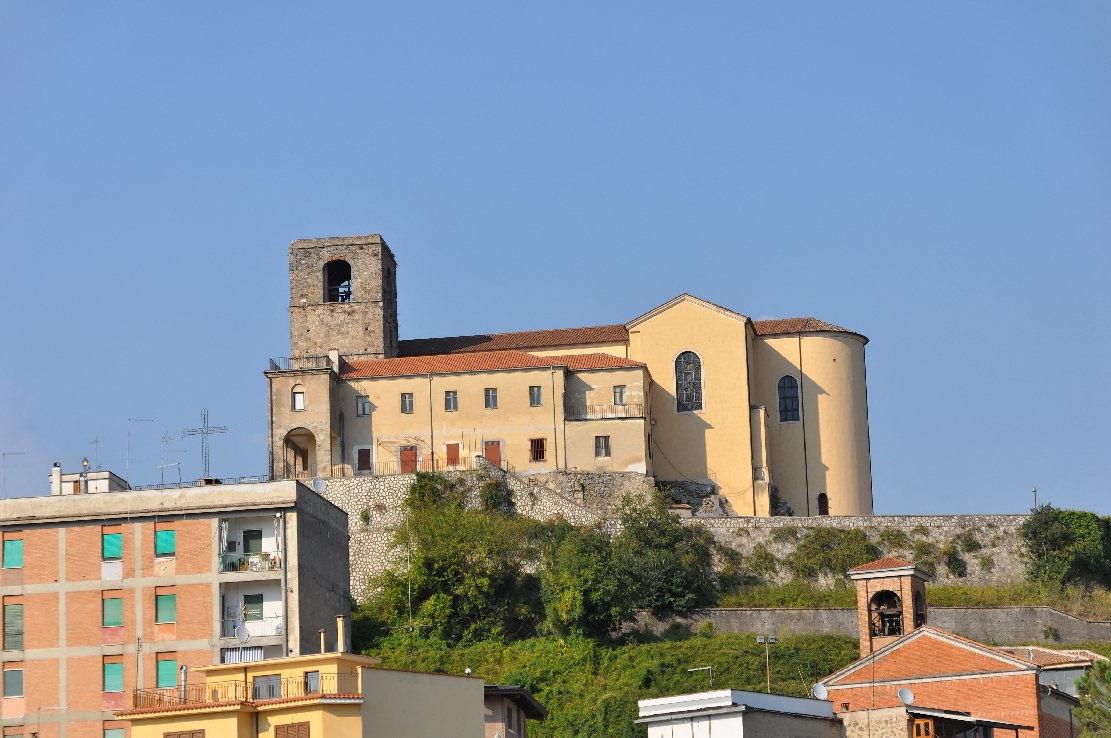
Concatedral de San Bartolomé, en Pontecorvo

En 2022 en la diócesis existían 142 parroquias agrupadas en 8 zonas pastorales: Sora, Cassino, Aquino, Pontecorvo, Atina, Balsorano, Cervaro e Isola del Liri.

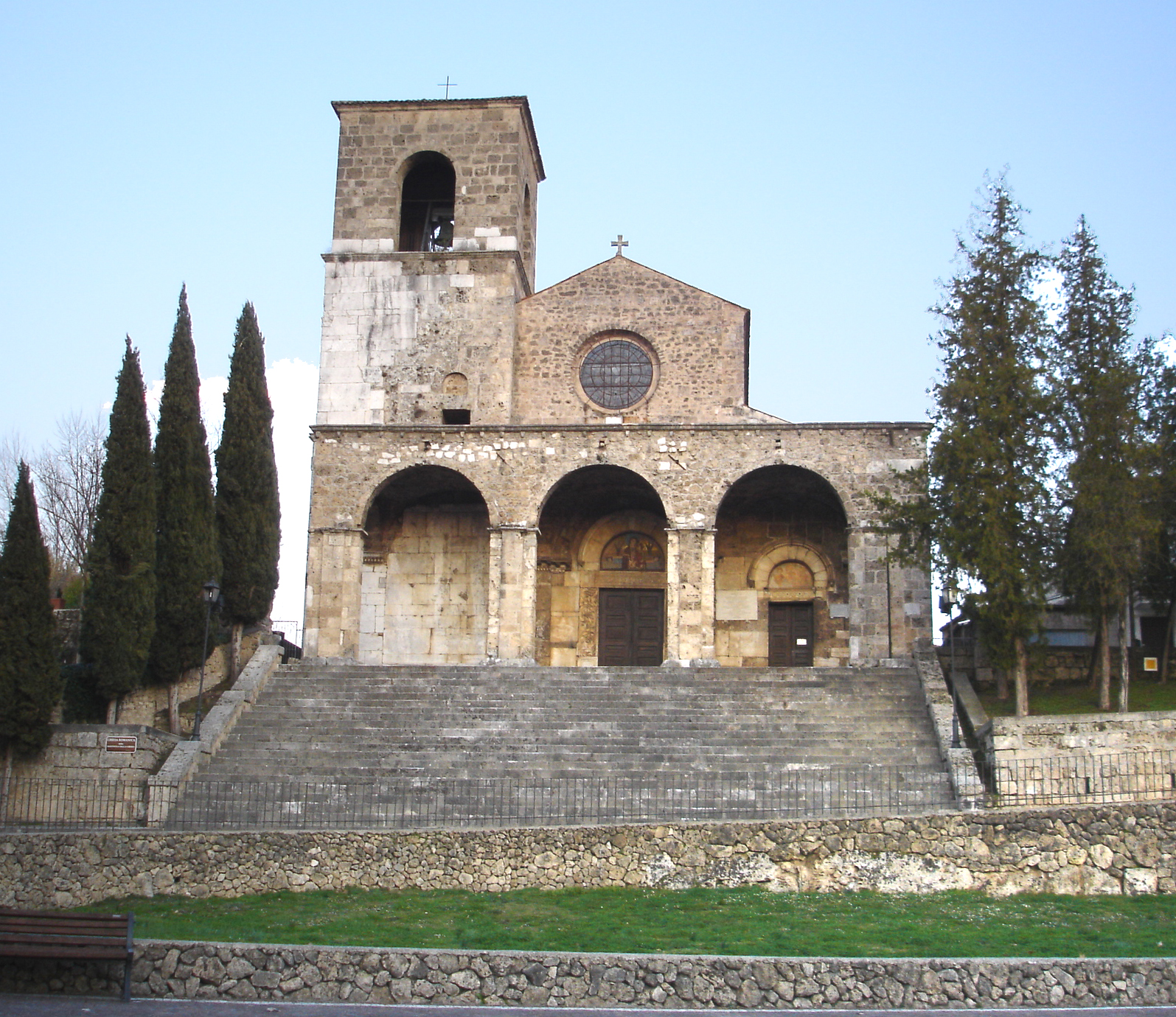
Santuario de Santa María de la Libera, en Aquino

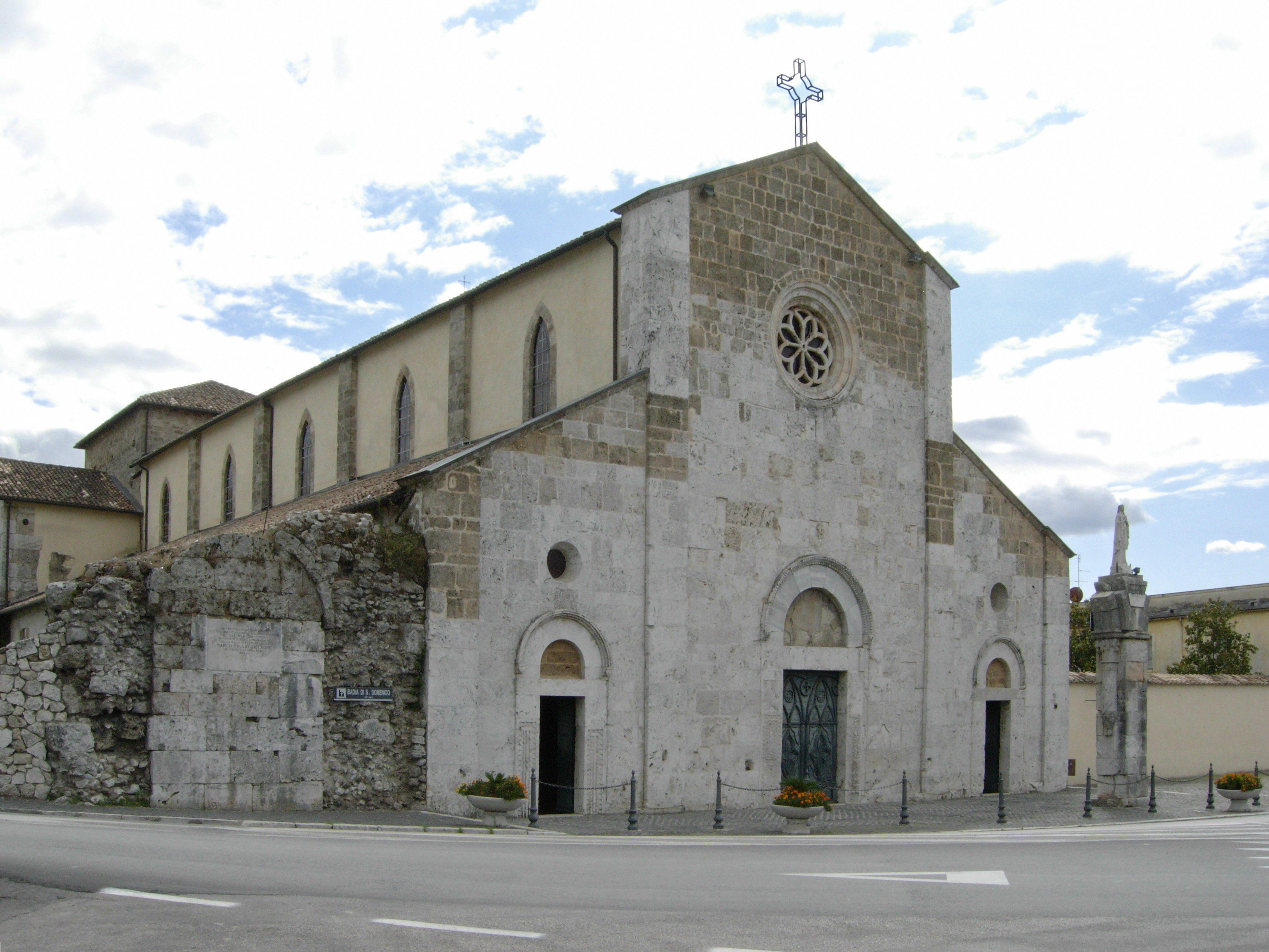
Abadía de Santo Domingo, en Sora

## Historia
La diócesis actual es fruto de la unión, sancionada en 1986, de tres sedes anteriores: Sora y Aquino, ambas atestiguadas desde el siglo V, y Pontecorvo, erigida en 1725. Todas las parroquias que formaban parte de la abadía territorial de Montecasino fueron anexadas a la diócesis en 2014.

### Aquino y Pontecorvo
La época del nacimiento y difusión del cristianismo en Aquino y su territorio es incierta. Ciertamente hubo una comunidad cristiana tomista entre finales del siglo IV y principios del V, como lo atestiguan los poemas de san Paulino de Nola, que hablan de grupos de peregrinos que iban desde Aquino a Nola para venerar la tumba de san Félix de Nola.
La diócesis de Aquino aparece documentada por primera vez en la segunda mitad del siglo V. El primer obispo conocido fue Constantino, presente en el sínodo romano convocado por el papa Hilario en 465 y en el sínodo de Letrán celebrado por el papa Félix III en 487. Luego viene Asterio, que participó en los concilios del papa Símaco de 501 y 502. El tercer obispo de Aquino fue san Constancio, patrono de la diócesis, que vivió hacia mediados del siglo VI y de quien habla Gregorio Magno en sus Diálogos, al igual que sus dos sucesores inmediatos, Andrés y Jovino.
El mismo pontífice informa que después de Jovino la iglesia de Aquino quedó vacante, coincidiendo con la invasión lombarda de la región. La vacante de la sede debió durar mucho tiempo, porque hasta el siglo X no se conocieron más obispos de Aquino. En 966 Aquino aparece en la lista de diócesis sufragáneas de la sede metropolitana de Capua, establecida por el papa Juan XIII; sin embargo esta sufraganidad fue efímera, pues ya en el siglo siguiente aparecieron los obispos de Aquino consagrados por los papas de Roma, como Martín en 1060 y León en 1074.
La historia de la Catedral de Aquino y sus diversos lugares es compleja. Una de las primeras catedrales, que lleva el nombre de San Pedro, estaba ubicada en el Capitolio de la ciudad antigua y está documentada por primera vez en 1094. También hay una segunda catedral dedicada a san Costanzo en el XII, y una tercera nuevamente dedicada a san Pedro en el siglo XVI; una cuarta catedral fue construida a principios del siglo XVIII por el obispo Giuseppe De Carolis, y fue destruida durante los bombardeos de 1944; la catedral actual fue reconstruida en un lugar diferente a la anterior, de mayores dimensiones, y consagrada el 19 de octubre de 1963 y el 17 de enero de 1974 elevada a la dignidad y rango de basílica menor.
A partir de Flaminio Filonardi (1579-1608), los obispos de Aquino fijaron su residencia en Pontecorvo debido al aire insalubre de Aquino y a la falta de un palacio episcopal, que intentaron construir en la nueva sede. El 16 de enero de 1581 Filonardi celebró el primer sínodo diocesano para la implementación de las reformas deseadas por el Concilio de Trento en la colegiata de San Bartolomé en Pontecorvo; otros sínodos fueron convocados por los obispos Francesco Antonio Spadea en 1744 y 1747, y por Giacinto Sardi en 1785. Filonardi fue responsable de la apertura del seminario episcopal en Pontecorvo el 17 de noviembre de 1583.
El 23 de junio de 1725, en virtud de la bula In excelsa del papa Benedicto XIII, se erigió la diócesis de Pontecorvo que al mismo tiempo se unió aeque principaliter a la diócesis de Aquino. Hasta la primera mitad del siglo XIX correspondía al cabildo de la catedral de Aquino nombrar al vicario capitular de Pontecorvo, durante la vacante de la sede, privilegio que luego el papa Gregorio XVI concedió al cabildo de Pontecorvo. La Catedral de Pontecorvo, documentada por primera vez en 1052, fue destruida durante la Segunda Guerra Mundial; la nueva, construida después de la guerra, fue elevada al rango de basílica menor por el papa Pío XII en 1958.
Con la elevación de Pontecorvo a la sede episcopal, los obispos de Aquino obtuvieron la posibilidad de trasladar su sede a Roccasecca, privilegio que fue concedido por el papa Benedicto XIV con breve del 22 de agosto de 1742 ; en la misma ciudad se construyó un nuevo palacio episcopal y el nuevo seminario de la diócesis de Aquino.
A principios del siglo XIX, las sedes unidas de Aquino y Pontecorvo incluían los siguientes centros: Aquino, Arce, Castrocielo, Colle San Magno, Palazzolo, Isoletta (fracción de Arce), Pico, Piedimonte San Germano, Villa Santa Lucia, Pontecorvo, Sant' Oliva (fracción de Pontecorvo), Roccaguglielma, San Pietro in Curolis, Monticelli, Roccasecca, San Giovanni Incarico, Santopadre y Terelle.
El 25 de abril de 1973, con la carta apostólica Cum Sanctus Thomas Aquinas, el papa Pablo VI confirmó a santo Tomás de Aquino como patrón principal de la ciudad y diócesis de Aquino.
En el momento de la plena unión (1986), la diócesis de Aquino incluía 23 parroquias en los municipios de Aquino (1), Arce (2), Castrocielo (1), Colfelice (2), Colle San Magno (1), Esperia (3), Pico (1), Piedimonte San Germano (2), Rocca d'Arce (1), Roccasecca (4), San Giovanni Incarico (1), Santopadre (1), Terelle (1) y Villa Santa Lucía (2 ). Al mismo tiempo, la diócesis de Pontecorvo incluía 8 parroquias, todas en el municipio de Pontecorvo, de las cuales 6 en la cabecera municipal y 2 en las aldeas de Ravano y Sant'Oliva.

### Sora
La difusión del cristianismo en esta zona se remonta tradicionalmente a la época apostólica o a los primeros siglos cristianos, como atestiguan las pasiones de los santos Julián y Restituta, que fueron martirizados en los siglos II y III. Controvertida es la atribución a la sede de Sora del obispo san Amasio, reconocido como protoobispo tanto en Sora en el siglo III como en Teano en el siglo IV.
Las primeras noticias históricamente documentadas sobre la diócesis de Sora se remontan a finales del siglo V con el obispo Giovanni, que recibió una carta del papa Gelasio I (492-496). Su probable sucesor es el obispo Sebastián, que participó en los concilios de Símaco de 501 y 502. Después de Valeriano, que participó en el concilio del papa Agatón en 680, no se conocieron más obispos de Sora hasta finales del siglo X, debido a las diversas destrucciones sufridas por la ciudad, a partir de la de los lombardos, de los cuales Gregorio Magno habla en sus escritos.
En 966 Sora aparece en la lista de diócesis sufragáneas de la sede metropolitana de Capua, establecida por el papa Juan XIII. Sin embargo, en el siglo siguiente, Giovanni fue consagrado obispo de Sora por el papa Gregorio VII (1073/1074) y en el Liber Censuum de la Iglesia de Roma de finales del siglo XII, Sora está incluido entre las diócesis inmediatamente sujetas a la Santa Sede, un estado mantenido hasta hoy.
En el siglo XI los monjes benedictinos contribuyeron al renacimiento religioso de la zona. Tres obispos de Sora, Palombo, Giovanni y Roffredo, fueron monjes de Cassino. Además, en 1011 santo Domingo de Sora fundó cerca de Sora la abadía benedictina que hoy lleva su nombre.
Un privilegio concedido por el papa Pascual II en 1110 definió los límites de la diócesis de Sora, cuyo territorio «se articulaba en torno al valle de Comino, Arpino, Sora y el valle de Roveto en Abruzos».
Probablemente en el siglo XII se anexó a Sora la suprimida diócesis de Atina, que sin embargo aparece en un privilegio de 1195 entre los prebostes sometidos a la abadía de Montecasino.
El 9 de octubre de 1155 la Catedral de Sora fue consagrada solemnemente por el papa Adrián IV, que ya sufrió un terrible incendio al año siguiente, el primero de numerosos accidentes que arruinaron o destruyeron el edificio en varias ocasiones, siendo el último el terremoto de 1915 y el incendio al año siguiente.
El obispo Guido (antes de 1229-después de 1244) fue uno de los personajes más importantes de la historia de Sora. Se atrevió a afrontar la ira del emperador Federico II, que asedió y destruyó la ciudad en 1229: obispo y soldado, no dudó en unirse a su pueblo para debilitar la arrogancia del emperador suabo. Él también murió fugitivo como buena parte del pueblo sorano.
A partir del siglo XVI, los obispos soranos trabajaron para implementar en la diócesis las reformas deseadas por el Concilio de Trento. El obispo Tommaso Gigli fundó oficialmente el seminario diocesano el 7 de junio de 1565, ubicado en algunas salas del palacio episcop. Correspondió a Girolamo Giovannelli construir una nueva estructura, inaugurada en 1618. Giovannelli también fue responsable de la celebración de un sínodo diocesano y de la visita pastoral a la diócesis.
Las visitas pastorales ayudaron a definir las iglesias y el territorio de la ciudad y diócesis. «En Sora había cinco parroquias: la catedral, Santa Restituta, San Bartolomeo donde fue bautizado el futuro cardenal Cesare Baronio (1538-1607), San Giovanni Battista, San Silvestro. Por lo tanto, tres importantes comunidades de regulares: los conventuales en la iglesia de San Francisco, los Capuchinos en la iglesia de la Madonna degli Angeli, el colegio de los jesuitas en la iglesia de Santo Spirito.»

### Sedes unidas
El 27 de junio de 1818, con la bula De utiliori del papa Pío VII, la diócesis de Sora también se unió aeque principaliter a las de Aquino y Pontecorvo; en documentos pontificios la diócesis lleva el nombre de "diócesis de Aquino, Sora y Pontecorvo". El obispo colocó su sede en Sora.
El 30 de septiembre de 1986, con el decreto Instantibus Votis de la Congregación para los Obispos, las tres sedes fueron unidas con la fórmula plena unione y la nueva circunscripción eclesiástica surgida de la unión tomó el nombre de "diócesis de Sora-Aquino-Pontecorvo".
El 23 de octubre de 2014, en virtud del decreto Ad Cassinum Montem de la Congregación para los Obispos, la diócesis incorporó más de 50 parroquias pertenecientes a la abadía territorial de Montecasino y presentes en los municipios de Cassino, Pignataro Interamna, Sant'Elia Fiumerapido, Vallerotonda, Acquafondata, Viticuso , Sant'Apollinare, Castelnuovo Parano, Sant'Ambrogio sul Garigliano, Sant'Andrea del Garigliano, Vallemaio, San Giorgio a Liri, Atina, Villalatina, San Biagio Saracinisco, Belmonte Castello, Cervaro, San Vittore del Lazio, Rocca d 'Evandro, San Pietro Infine; al mismo tiempo la diócesis asumió su nombre actual.
El 9 de julio de 2018, en virtud del decreto Ut spirituali de la Congregación para los Obispos, la iglesia madre de Cassino fue elevada a la dignidad de concatedral.

## Estadísticas
Según el Anuario Pontificio 2023 la diócesis tenía a fines de 2022 un total de 221 572 fieles bautizados.
| Año                                                                             | Población            | Población | Población      | Sacerdotes | Sacerdotes    | Sacerdotes    | Bautizados por sacerdote | Diáconos permanentes | Religiosos | Religiosos | Parroquias |
| Año                                                                             | Bautizados católicos | Total     | % de católicos | Total      | Clero secular | Clero regular | Bautizados por sacerdote | Diáconos permanentes | Varones    | Mujeres    | Parroquias |
| ------------------------------------------------------------------------------- | -------------------- | --------- | -------------- | ---------- | ------------- | ------------- | ------------------------ | -------------------- | ---------- | ---------- | ---------- |
| Diócesis de Aquino, Sora y Pontecorvo                                           |                      |           |                |            |               |               |                          |                      |            |            |            |
| 1950                                                                            | ?                    | 191 000   | ?              | 159        | 159           |               | ?                        |                      | 51         | 239        | 88         |
| 1959                                                                            | 167 686              | 167 721   | 100.0          | 174        | 130           | 44            | 963                      |                      | 53         | 280        | 98         |
| 1970                                                                            | 150 184              | 150 520   | 99.8           | 169        | 121           | 48            | 888                      |                      | 65         | 268        | 103        |
| 1980                                                                            | 155 900              | 157 150   | 99.2           | 159        | 119           | 40            | 980                      |                      | 57         | 248        | 106        |
| Diócesis de Sora-Aquino-Pontecorvo                                              |                      |           |                |            |               |               |                          |                      |            |            |            |
| 1990                                                                            | 156 547              | 156 717   | 99.9           | 145        | 102           | 43            | 1079                     |                      | 48         | 232        | 91         |
| 1999                                                                            | 151 996              | 153 550   | 99.0           | 124        | 91            | 33            | 1225                     | 6                    | 36         | 199        | 91         |
| 2000                                                                            | 152 351              | 153 772   | 99.1           | 124        | 91            | 33            | 1228                     | 6                    | 36         | 192        | 91         |
| 2001                                                                            | 151 636              | 153 019   | 99.1           | 122        | 92            | 30            | 1242                     | 9                    | 34         | 195        | 91         |
| 2002                                                                            | 152 146              | 153 520   | 99.1           | 117        | 88            | 29            | 1300                     | 9                    | 31         | 181        | 91         |
| 2003                                                                            | 151 779              | 153 379   | 99.0           | 112        | 85            | 27            | 1355                     | 9                    | 29         | 175        | 91         |
| 2004                                                                            | 151 100              | 152 893   | 98.8           | 107        | 77            | 30            | 112                      | 17                   | 34         | 155        | 91         |
| 2010                                                                            | 151 932              | 154 855   | 98.1           | 109        | 91            | 18            | 1393                     | 17                   | 19         | 175        | 91         |
| 2013                                                                            | 154 200              | 157 100   | 98.2           | 94         | 76            | 18            | 1640                     | 16                   | 19         | 159        | 91         |
| Diócesis de Sora-Cassino-Aquino-Pontecorvo                                      |                      |           |                |            |               |               |                          |                      |            |            |            |
| 2014                                                                            | 232 900              | 235 750   | 98.8           | 142        | 116           | 26            | 1640                     | 19                   | 26         | 181        | 144        |
| 2017                                                                            | 230 750              | 234 135   | 98.6           | 138        | 109           | 29            | 1672                     | 17                   | 29         | 170        | 145        |
| 2020                                                                            | 223 302              | 229 738   | 97.2           | 136        | 112           | 24            | 1641                     | 19                   | 24         | 169        | 140        |
| 2022                                                                            | 221 572              | 221 572   | 96.7           | 117        | 99            | 18            | 1893                     | 19                   | 42         | 140        | 142        |
| Fuente: Catholic-Hierarchy, que a su vez toma los datos del Anuario Pontificio. |                      |           |                |            |               |               |                          |                      |            |            |            |

## Episcopologio

### Obispos de Sora
- San Amasio? †[nota 2]
- Giovanni † (mencionado en 492/496)
- Sebastiano † (antes de 501-después de 502)[nota 3]
- Valeriano † (mencionado en 680)
- Leone I † (mencionado en 979)[23]
- Leone II † (mencionado en 1050)[23]
- Palombo, O.S.B. † (antes de 1059-después del 1 de octubre de 1071)[23][24]
- Giovanni Ostiense (o Marsicano), O.S.B. † (1073/1074-12 de septiembre de 1086 falleció)[23]
- Roffredo, O.S.B. † (antes de noviembre de 1090-después de febrero de 1110?)[23][25]
- Goffredo † (antes de 1116-después de 1156)[25]
- Landolfo, O.S.B. † (?-1162 falleció)
  - Corrado de Wittelsbach † (mencionado en 1167) (administrador apostólico)
- Gionata † (antes de 1179-después de 1180)[26][nota 4]
- Pandulfo † (antes de 1188-después de 1217)[26]
- Anónimo † (circa 1220/1221-después de 1222)[26]
- Guido † (antes de 1229-después de 1244)[26]
- Pietro Gaetani † (1251/1252[26]-28 de mayo de 1252 nombrado obispo de Todi)
- Luca † (20 de diciembre de 1253-después de 1255)[26]
- Anónimo † (mencionado en 1264)[26]
- Pietro Gerra † (20 de abril de 1267-2 de agosto de 1278 nombrado obispo de Rieti)
- Andrea Perro † (9 de junio de 1279-27 de julio de 1286 nombrado obispo de Rieti)
  - Pietro Gerra † (1286-1295 renunció) (administrador apostólico)
- Nicola † (antes de noviembre de 1295-9 de agosto de 1296 nombrado obispo de Teano)
- Andrea Masarone † (9 de agosto de 1296-después de 1321 falleció)
- Giacomo † (24 de noviembre de 1323-1355 falleció)
- Angelo Ricasoli † (4 de septiembre de 1355-6 de marzo de 1357 nombrado obispo de Aversa)
- Andrea † (19 de marzo de 1358-1364 falleció)
- Martino † (23 de diciembre de 1364-29 de enero de 1378 nombrado obispo de Tricarico)
- Pietro Corsario † (29 de enero de 1378-1397 falleció)[nota 5]
  - Raimondo Venato † (15 de enero de 1379-?) (antiobispo)
- Cola Francesco † (11 de abril de 1397-1399 falleció)
- Giacomo d'Antiochia, O.F.M. † (1 de octubre de 1399-27 de febrero de 1404 nombrado obispo de Asís)
- Antonio da Porciano † (27 de febrero de 1404-1406)
- Giacomo d'Antiochia, O.F.M. † (29 de octubre de 1406-1420 falleció) (por segunda vez)
- Giovanni da Montenero † (30 de octubre de 1420-1432? falleció)
- Antonio Novelli † (5 de octubre de 1433-?)
- Angelo Lupi † (10 de octubre de 1463-4 de septiembre de 1471 nombrado obispo de Tívoli)
- Giacomo † (4 de septiembre de 1471-?)
- Pietro Lupi † (16 de septiembre de 1479-? renunció)
- Matteo Mancini † (7 de junio de 1503-1505 falleció)
- Giacomo de Massimi † (8 de agosto de 1505-12 de diciembre de 1511 nombrado obispo de Cittaducale)
- Bernardo Ruggieri † (12 de diciembre de 1511-1530 renunció)
- Adriano Mascheroni † (21 de octubre de 1530-1531 falleció)
- Bartolomeo Ferratini † (8 de noviembre de 1531-14 de enero de 1534 nombrado obispo de Chiusi)
  - Alessandro Farnese senior † (19 de enero de 1534-8 de junio de 1534 renunció, luego electo papa con el nombre de Paulo III) (administrador apostólico)
- Eliseo Teodino † (8 de junio de 1534-1561 renunció)
  - Alessandro Farnese iuniore † (1561-1561 renunció) (administrador apostólico)
- Tommaso Gigli † (24 de octubre de 1561-12 de noviembre de 1576 nombrado obispo de Piacenza)
  - Alessandro Farnese iuniore † (1577-1577 renunció) (administrador apostólico)
- Giovanbattista Maremonti † (14 de agosto de 1577-1578 falleció)
- Orazio Ciceroni † (17 de marzo de 1578-31 de julio de 1591 nombrado obispo de Ferentino)
- Marco Antonio Salomone † (31 de julio de 1591-1608 renunció)
- Giulio Calvi † (11 de febrero de 1608-1608 falleció)
- Michele Consoli, C.R. † (12 de enero de 1609-21 de julio de 1609 falleció)
- Girolamo Giovannelli † (31 de agosto de 1609-julio de 1632 falleció)
- Paolo Benzoni, C.R.L. † (20 de septiembre de 1632-1637 falleció)
- Felice Tamburrelli † (1 de marzo de 1638-1656 falleció)
- Agostino De Bellis, C.R. † (15 de enero de 1657-octubre de 1659 falleció)
- Maurizio Piccardi † (12 de enero de 1660-10 de marzo de 1675 falleció)
- Marco Antonio Pisanelli † (30 de septiembre de 1675-13 de julio de 1680 falleció)
- Tommaso Guzoni, C.O. † (13 de enero de 1681-5 de diciembre de 1702 renunció)
- Matteo Gagliani † (15 de enero de 1703-septiembre de 1717 falleció)
- Gabriele De Marchis † (10 de enero de 1718-octubre de 1734 falleció)
- Scipione Sersale † (27 de junio de 1735-3 de febrero de 1744 nombrado obispo de Lecce)
- Nicolò Cioffi † (13 de abril de 1744-19 de febrero de 1748 nombrado arzobispo de Amalfi)
- Antonio Correale † (15 de julio de 1748-e1764 falleció)
- Tommaso Taglialatela † (4 de febrero de 1765-29 de diciembre de 1767 falleció)
- Giuseppe Maria Sisto y Britto, C.R. † (14 de marzo de 1768-10 de febrero de 1796 falleció)
- Agostino Colaianni † (18 de diciembre de 1797-1814 falleció)
  - Sede vacante (1814-1818)

### Obispos de Aquino
- Costantino † (antes de 465-después de 487)
- Asterio † (antes de 501-después de 502)
- San Costanzo d'Aquino † (antes de 546-561/574 falleció)[nota 6]
- Andrea † (circa 561/574-antes de 577 o 590)[nota 7]
- Giovino † (mencionado en 577 o 590)[nota 8]
  - Sede vacante
- Lorenzo? † (X)
- Adelgesio † (mencionado en 985)[nota 9]
- Angelo, O.S.B. † (circa 1049-1059 depuesto)[27]
- Martino, O.S.B. † (circa 1060-después de octubre de 1071)[nota 10]
- Leone † (circa 1073[nota 11]-después de 1076)
- Lando I, O.S.B. †[nota 12]
- Ingilberto (o Gilberto) † (antes de 1101-después de junio de 1109)[nota 13]
- Azzo † (mencionado en 1118)
- Guarino † (mencionado en 1148)[28]
- Rainaldo, O.S.B. † (documentado de 1156 al 1192)[28]
- Goffredo, O.S.B. †[nota 14]
- Gregorio I, O.S.B.Vall. † (documentado de 1197 al 1205)[28]
- Gregorio II, O.S.B. † (documentado de 1206 al 1221)[28]
- Anónimo † (mencionado en 1225,[nota 15] 1227, 1229 y 1234)[28], posiblemente Roberto de Nantes[29]
- Lando II † (mencionado en 1237)[28]
- Pietro da Sant'Elia † (26 de febrero de 1251-21 de septiembre de 1271 falleció)
- Gentile † (mencionado en 1274)[28]
- Giovanni I, O.S.B. † (documentado de 1276 al 1287)[28]
- Bernardo, O.S.B. † (1294-12 de diciembre de 1295 nombrado obispo de Fano)
- Guglielmo de Martinis † (28 de marzo de 1295-? falleció)
- Lamberto, O.F.M. † (25 de mayo de 1297-1309 falleció)
- Tommaso † (20 de junio de 1309-1313 falleció)
- Leonardo "Ammavavengo" † (8 de octubre de 1313-1340 falleció)
- Giacomo Falconieri † (16 de julio de 1342-10 de noviembre de 1348 nombrado obispo de Bitonto)
- Tommaso da Boiano, O.F.M. † (30 de marzo de 1349-1354)[nota 16]
- Guglielmo † (15 de octubre de 1354-? falleció)
- Antonio di Pontecorvo † (5 de marzo de 1360-? falleció)
- Giovanni II di Pontecorvo † (13 de abril de 1375-circa 1380 depuesto)[nota 17]
- Antonio Arcioni † (1380-6 de febrero de 1387 nombrado obispo de Ascoli Piceno)
  - Lorenzo, O.F.M. † (28 de mayo de 1387-1388 falleció) (antiobispo)
  - Giovanni III † (2 de diciembre de 1388-?) (antiobispo)
- Giacomo d'Antiochia † (13 de febrero de 1387-1 de octubre de 1399 nombrado obispo de Sora)
- Giovanni III[nota 18] † (30 de agosto de 1399-? falleció) (por segunda vez)
- Giacomo "de Briciis" da Cave † (13 de noviembre de 1420-7 de julio de 1424 nombrado obispo de Spoleto)
- Francesco de Tedallinis, O.F.M. † (7 de julio de 1424-1430 falleció)
- Luca Alberini † (13 de octubre de 1430-1 de agosto de 1452 falleció)
- Antonio † (4 de agosto de 1452-? falleció)
- Roberto Caracciolo, O.F.M. † (25 de octubre de 1475-8 de marzo de 1484 nombrado obispo de Lecce)
- Salvatore †[nota 19]
- Roberto Caracciolo, O.F.M. † (18 de julio de 1485-6 de mayo de 1495 falleció) (por segunda vez)
  - Bernardino Lonati † (10 de julio de 1495-13 de noviembre de 1495 renunció) (administrador apostólico)
- Battista del Bufalo † (13 de noviembre de 1495-después del 17 de junio de 1513 falleció)
- Giacomo Gherardi † (17 de diciembre de 1513-septiembre de 1516 falleció)
- Mario Maffei † (5 de noviembre de 1516-9 de septiembre de 1524 nombrado obispo de Cavaillon)
- Antonio De Corrago † (7 de abril de 1525-1528 falleció)
- Innico D'Avalos, O.S.B.Oliv. † (4 de septiembre de 1528-1543 falleció)
- Galeazzo Florimonte † (4 de mayo de 1543-22 de octubre de 1552 nombrado obispo de Sessa Aurunca)
- Adriano Fuscone † (22 de octubre de 1552-1579 falleció)
- Giovanni Luigi Guarini † (30 de marzo de 1579-noviembre de 1579 falleció)
- Flaminio Filonardi † (13 de noviembre de 1579-12 de septiembre de 1608 falleció)
- Filippo Filonardi † (24 de noviembre de 1608-18 de mayo de 1615 renunció)
- Alessandro Filonardi † (18 de mayo de 1615-21 de enero de 1645 falleció)
- Angelo Maldachini, O.P. † (15 de mayo de 1645-19 de noviembre de 1646 nombrado obispo de San Severino Marche)
- Francesco Antonio Depace † (3 de diciembre de 1646-1655 falleció)
- Marcello Filonardi † (11 de octubre de 1655-24 de mayo de 1689 falleció)
- Giuseppe Ferrari † (17 de abril de 1690-11 de mayo de 1699 falleció)
- Giuseppe De Carolis † (5 de septiembre de 1699-25 de junio de 1725 nombrado obispo de Aquino y Pontecorvo)

### Obispos de Aquino y Pontecorvo
- Giuseppe De Carolis † (25 de junio de 1725-5 de enero de 1742 falleció)[nota 20]
- Francesco Antonio Spadea † (22 de enero de 1742-14 de abril de 1751 renunció)
- Giacinto Sardi † (5 de julio de 1751-25 de septiembre de 1786 falleció)
  - Sede vacante (1786-1792)
- Antonio Siciliani † (27 de febrero de 1792-16 de febrero de 1795 falleció)
  - Sede vacante (1795-1798)
- Giuseppe Maria De Mellis † (29 de enero de 1798-circa 1814 falleció)
  - Sede vacante (1814-1818)

### Obispos de Aquino, Sora y Pontecorvo
- Andrea Lucibello † (29 de marzo de 1819-9 de marzo de 1836 renunció)
- Giuseppe Maria Mazzetti, O.Carm. † (11 de julio de 1836-5 de febrero de 1838 renunció[nota 21])
- Giuseppe Montieri † (13 de septiembre de 1838-12 de noviembre de 1862 falleció)
  - Sede vacante (1862-1871)
- Paolo de Niquesa † (27 de octubre de 1871-26 de marzo de 1879 falleció)
- Ignazio Persico, O.F.M.Cap. † (26 de marzo de 1879 por sucesión-5 de marzo de 1887 renunció[nota 22])
- Raffaele Sirolli † (14 de marzo de 1887-14 de diciembre de 1899 renunció[nota 23])
- Luciano Bucci, O.F.M. † (14 de diciembre de 1899-14 de octubre de 1900 falleció)
- Antonio Maria Iannotta † (17 de diciembre de 1900-5 de diciembre de 1933 falleció)
- Agostino Mancinelli † (5 de diciembre de 1933 por sucesión-15 de abril de 1936 nombrado arzobispo de Benevento)
- Michele Fontevecchia † (15 de junio de 1936-19 de abril de 1952 renunció[nota 24])
- Biagio Musto † (19 de abril de 1952 por sucesión-9 de abril de 1971 falleció)
- Carlo Minchiatti † (29 de mayo de 1971-6 de agosto de 1982 nombrado arzobispo de Benevento)
- Lorenzo Chiarinelli † (21 de enero de 1983-30 de septiembre de 1986 nombrado obispo de Sora-Aquino-Pontecorvo)

### Obispos de Sora-Aquino-Pontecorvo
- Lorenzo Chiarinelli † (30 de septiembre de 1986-27 de marzo de 1993 nombrado obispo de Aversa)
- Luca Brandolini, C.M. (2 de septiembre de 1993-19 de junio de 2009 retirado)
- Filippo Iannone, O.Carm. (19 de junio de 2009-31 de enero de 2012 nombrado vicegerente de la diócesis de Roma)[nota 25]
- Gerardo Antonazzo (22 de enero de 2013-23 de octubre de 2014 nombrado obispo de Sora-Cassino-Aquino-Pontecorvo)

### Obispos de Sora-Cassino-Aquino-Pontecorvo
- Gerardo Antonazzo, desde el 23 de octubre de 2014

### Para la sede de Sora
- (en latín) Ferdinando Ughelli, Italia sacra, vol. I, segunda edición, Venecia, 1717, col. 1243-1249
- (en italiano) Vincenzio d'Avino, Cenni storici sulle chiese arcivescovili, vescovili e prelatizie (nullius) del Regno delle Due Sicilie, Nápoles, 1848, pp. 638-640
- (en italiano) Giuseppe Cappelletti, Le Chiese d'Italia della loro origine sino ai nostri giorni, vol. XXI, Venecia, 1870, pp. 357-364
- (en italiano) Francesco Lanzoni, diocesi d'Italia dalle origini al principio del secolo VII (an. 604), vol. I, Faenza, 1927, pp. 170-172
- (en italiano) Crescenzo Marsella, I vescovi di Sora, Sora, Tipografia Vincenzo D'Amico, 1934
- (en latín) Paul Fridolin Kehr, Italia Pontificia, VIII, Berlín, 1935, pp. X y 100-104
- (en alemán) Norbert Kamp, Kirche und Monarchie im staufischen Königreich Sizilien. Prosopographische Grundlegung. Bistümer und Bischöfe des Königreichs 1194-1266. 1. Abruzzen und Kampanien, Múnich, 1973, pp. 97-106
- (en latín) Pius Bonifacius Gams, Series episcoporum Ecclesiae Catholicae, Graz, 1957, p. 925
- (en latín) Konrad Eubel, Hierarchia Catholica Medii Aevi, vol. 1, p. 458; vol. 2, pp. XXXVIII y 240; vol. 3, p. 302; vol. 4, pp. 319-320; vol. 5, pp. 360-361; vol. 6, pp. 384-385

### Para la sede de Aquino y de Pontecorvo
- (en latín) Ferdinando Ughelli, Italia sacra, vol. I, segunda edición, Venecia, 1717, col. 394-402
- (en italiano) Pasquale Cayro, Storia sacra e profana di Aquino e sua diocesi, 2 volúmenes, Nápoles 1808-1811
- (en italiano) Vincenzio d'Avino, Cenni storici sulle chiese arcivescovili, vescovili e prelatizie (nullius) del Regno delle Due Sicilie, Nápoles, 1848, pp. 29-30
- (en italiano) Giuseppe Cappelletti, Le Chiese d'Italia della loro origine sino ai nostri giorni, vol. XXI, Venecia, 1870, pp. 351-357
- (en italiano) Francesco Lanzoni, Le diocesi d'Italia dalle origini al principio del secolo VII (an. 604), vol. I, Faenza, 1927, p. 172
- (en latín) Paul Fridolin Kehr, Italia Pontificia, VIII, Berlín, 1935, pp. X y 105-108
- (en alemán) Norbert Kamp, Kirche und Monarchie im staufischen Königreich Sizilien. Prosopographische Grundlegung. Bistümer und Bischöfe des Königreichs 1194-1266. 1. Abruzzen und Kampanien, Múnich, 1973, pp. 143-150
- (en latín) Pius Bonifacius Gams, Series episcoporum Ecclesiae Catholicae, Graz, 1957, pp. 851-852
- (en latín) Konrad Eubel, Hierarchia Catholica Medii Aevi, vol. 1, pp. 99-100; vol. 2, pp. XIV y 92; vol. 3, p. 114; vol. 4, p. 91; vol. 5, p. 94; vol. 6, p. 94